# Giuseppe Sabatelli
Pour les articles homonymes, voir Sabatelli.
Giuseppe Sabatelli, né le 24 juin 1813 à Milan, et mort le 27 février 1843 à Florence, est un peintre italien.

## Biographie
Né à Milan, il s'est d'abord formé avec son père, l'éminent peintre Luigi Sabatelli qui a enseigné à l'Académie de Brera. En 1834, il s'installe à Florence avec son frère aîné Francesco (né en 1803). A Florence, Giuseppe devient professeur à l'Accademia di Belle Arti. Il peint des sujets historiques et des portraits.
Parmi les œuvres de Giuseppe citons le Le Christ libère un homme possédé (Ossesso) (1828); Joseph recounts dreams for brothers pour l'église de Santa Croce; et un Miracle de Sant Antonio (1832) pour une église à Rimini.

Il est décrit comme: 

« un personnage taciturne, solitaire et pensif qui évite les rassemblements grandioses d'amis, les fêtes, les banquets et même les douceurs de l'amour. Et il voulait être connu pour ne peindre que des femmes dans l'ombre. »

Bien qu'il ait essayé d'éviter de peindre des femmes, il les a peintes dans une Sainte Philomène pour l'église San Francesco à Pise; Those of Samuel appears to Saul in the Cave of the Witch of Endor; et Farinata degli Uberti alla battaglia del Serchio for Nioccolo Puccini.
En 1836, il terminait le travail de son frère, mais comme son frère aussi meurt jeune de la tuberculose à Florence.